# Kościół Matki Bożej Królowej Polski w Bełżcu
Kościół Matki Bożej Królowej Polski – rzymskokatolicki kościół parafialny należący do dekanatu Tomaszów - Południe diecezji zamojsko-lubaczowskiej.

## Historia
Obecna neogotycka murowana świątynia została wzniesiona w latach 1911-1912, na planie krzyża łacińskiego. Poświęcił ją ksiądz biskup Władysław Bandurski, sufragan ze Lwowa w 1912 roku. Podczas II Wojny światowej kościół został sprofanowany - zamieniony został na magazyn, a dzwony zostały zarekwirowane. 
Po wojnie budowla została doprowadzona do porządku. W latach 1947–1965, ksiądz kanonik Izydor Zmora, ówczesny proboszcz, zabezpieczył i przywiózł do Bełżca przedmioty liturgiczne oraz postarał się o pokrycie świątyni nową blachą, a także ufundował dwa nowe dzwony na miejscu zarekwirowanych przez hitlerowców. W latach 1965–1998, kiedy proboszczem był ksiądz kanonik Stanisław Węglowski, ściany świątyni zostały pokryte polichromią, zostały ufundowane witraże w oknach w prezbiterium, zostały wykonane: ołtarz soborowy z ambonką, ławki i konfesjonały. 

## Architektura
Jest to budowla jednonawowa, nakryta sklepieniem kolebkowym, postawiona na podmurówce kamiennej. kościół posiada cechy stylu neoklasycystycznego. Fasada jest ozdobiona znajdującymi się w półokrągłych wnękach, nawiązujących do kształtu okien, figurami, oraz sentencją Gloria in excelsis Deo. 

## Wyposażenie
Do wyposażenia świątyni należą trzy drewniane ołtarze i ambona powstałe w czasie budowy kościoła, reprezentujące styl nawiązujący do baroku.

### Ołtarze

#### Ołtarz główny
W ołtarzu głównym mieści się obraz Matki Bożej Królowej Polski, patronki świątyni, namalowany na płótnie i posiadający ozdobną sukienkę. Zasłaniany jest on innym obrazem przedstawiającym Scenę pod krzyżem. 
Z lewej i prawej strony są umieszczone drewniane figury świętych biskupów: Stanisława i Wojciecha. 
Nad obrazem Matki Bożej znajduje się drewniana rzeźba, przedstawiająca scenę walki św. Michała Archanioła ze smokiem.

#### Ołtarze boczne
W ołtarzach bocznych znajdują się obrazy:
- Najświętszego Serca Pana Jezusa
- św. Józefa z Dzieciątkiem[2].